# Szexuális fetisizmus

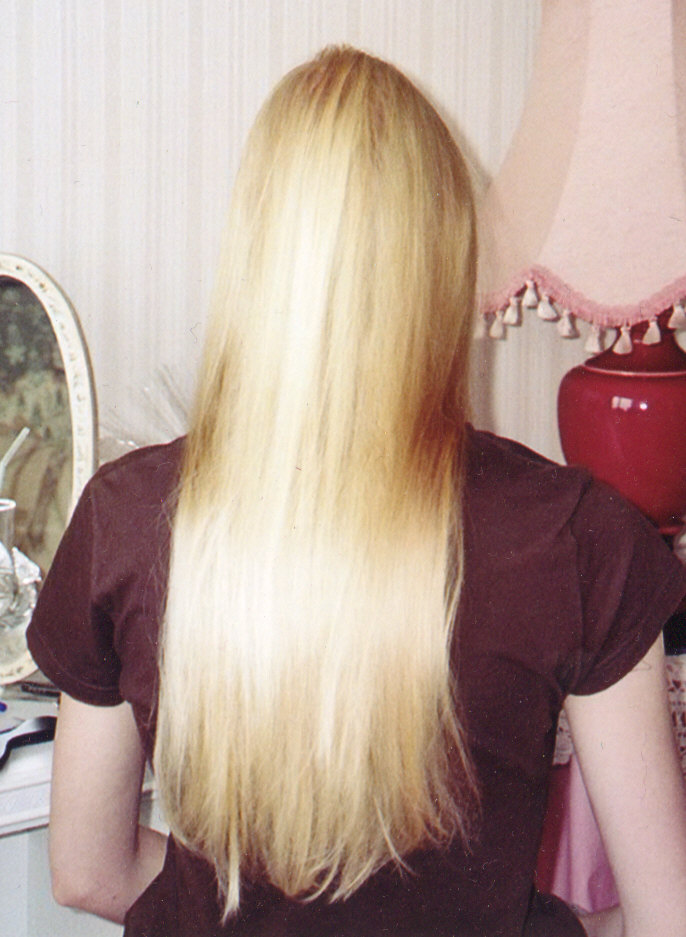
Hosszú haj

A szexuális fetisizmus az a jelenség, amikor a felnőtt ember szexuális vágya élettelen tárgyra vagy a külső nemi szerveken kívül más testrészre fókuszálódik. A fétis szó ebben az összefüggésben a kérdéses tárgyat vagy testrészt jelöli. A hétköznapi életben a szexuális érdeklődést kiváltó tárgyakon, testrészeken kívül gyakran bizonyos tevékenységeket, szerepjátékokat is a szexuális fétis fogalmába sorolnak. A fetisizmus az egészséges szexualitás része lehet mint izgalmat fokozó tényező, de végletes esetben mentális zavarnak tekintendő. (Ennek morális megítélését az adott társadalom hozzáállása befolyásolja.) A feminista megközelítésű szexpozitivitás elve nagyban hozzájárulhat a személyes elfogadáshoz és megéléshez addig, ameddig a benne résztvevő felnőtt emberek egymással jóváhagyásos, beleegyezéses alapon, biztonságos környezetben, szégyenérzet nélkül és ítélkezéstől mentesen végzik. A közösen lefektetett határokat átlépve már azonban könnyen kínzás és szexuális erőszak kategóriába fordulhat át. (Az angolszász szóhasználatban alkalmazzák a konvencionális / nem-konvencionális szexuális tevékenységekre a vanilia sex / kink sex fogalmi elkülönítést is. Ezek két polaritást jelentenek egy bináris spektrumon, ahol minden ember vágyai eltérő helyet foglalnak el.) 2018-ban az WHO törölte a Betegségek nemzetközi osztályozásának listájáról.
A szokványostól eltérő szexuális tevékenységeket megélő emberek felé irányuló társadalmi idegenkedést, elhatárolódást és következményeként a strukturális elnyomást kinkfóbiának, a speciális vágyaik és igényeik létezésének elvitatását, megkérdőjelezését pedig vanilla szexizmusnak nevezzük.

## Jellege
A szexuális fetisizmus lényege, hogy valamilyen, sokszor nem is kimondottan szexualitással vagy erotikával kapcsolatos tárgy vagy jelenség okoz nemi izgalmat. (Az elméleti pszichológia szigorúan véve csak a tárgyak által kiváltott érzést sorolja ide, de a köznyelv a mindegyik típust fetisizmusnak nevezi). Gyakori tárgyak például a női cipők, fehérneműk, harisnyák. A szexuális fetisizmusról általánosan fejekben élő kép inkább a férfiaknál fordul elő, a nők – rájuk jobban jellemző módon – az esztétikai/érzelmi aspektusait élik át. A fétisek egymással keveredhetnek, mivel a szexuális nyitottságtól függnek, de sokszor megfigyelhető pár téma iránti kiemelkedő érdeklődés.
A szexuális fetisizmust mint pszichológiai koncepciót Alfred Binet vezette be 1887-ben; a kifejezést Sigmund Freud 1927-es, a szexuális fetisizmusról szóló esszéje vitte át a köznyelvbe. A korai pszichológusok értelmezésében a szexuális fetisizmus egy parafília (rendellenes szexuális viselkedés) és mint ilyen gyógyítandó betegség. Az 1960-as évek szexuális forradalma ennek a megközelítésnek a felülvizsgálatára késztette a tudósokat, következésképpen a szexuális fetisizmus kategorizálása is szigorúbb lett. A pontos meghatározás, azaz hogy mi számít és mi nem számít rendellenességnek, a mai napig vita tárgyát képezi. A közfelfogásban még ezek a közel 100 éves fogalmak élnek.

## Típusai
A szexuális fetisizmus változatai a vonzódás tárgya szerint oszthatók csoportokra.

### Gyakoribbak
Az alábbiak önmagukban már a szexuális fetisizmushoz tartoznak:
1. Karmolás
2. Hosszú körmök
3. Női kezek, körmök
4. Hosszú haj
5. Korbács

- férfi láb
- női fenék
- női láb
- női mell, nagy mell
- has és köldök
- szép haj
- sztriptíz
- fenék, andlit, váll, kar, kéz, hónalj, egyéb testrészek

### Kevésbé gyakoriak
Az alábbiak önmagukban is szokatlan vagy különleges tárgyai, módjai a szexuális örömnek:
- ruházattal kapcsolatosak:
  - Arab ruha (Hijab)
  - álarc, gázálarc
  - bőrruha
  - cipő vagy csizma
  - fátyol
  - melltartó
  - fehérnemű
  - harisnya
  - nővérke ruha
  - harisnyatartó
  - kesztyű
  - likra (spandex)
  - tornadressz
  - cicanadrág – legging
  - body
  - mellény
  - műanyag, pvc
  - latex, gumi
  - selyem, szatén, tej
  - spanyolcsizma
  - szemüveg
  - sztreccsnadrág
  - szőrme, izzadság, moher, fog, pamut, frottír
  - farmer anyagú ruha
  - tisztasági betét, pelenka (autonefiofilia)
  - baba- vagy kislányruha (adultbaby, sissybaby)
- orvosi, medikál fétis (tárgyak, vizsgálat):
  - amputáció
  - hipnózis
  - körülmetélés
  - injekció
  - gipsz
  - sín
  - fűző
- folyadékkal, piszokkal kapcsolatos:
  - anyatej
  - hányás
  - nyál
  - orrváladék
  - sár/piszok
  - szellentés
  - ürülék (fekalofilia)
  - vizelet
  - vizes ruha
  - vér
- egyéb: arc, orr, száj, fül, szem, haj, áll, nyak, torok
  - testalkat
  - köldök
  - csiklandozás
  - dohányzás
  - kalligráfia
  - kövérség
  - léggömb
  - testszőrzet, szőrtelenítés
  - taposás
  - hasba ütés
  - vallási szakrális tárgyak, ereklyék
- szerepjátékok (roleplay):
  - elfenekelés
  - lolita
  - transzvesztitizmus
  - infantilizmus (Ageplay, semmi köze a pedofíliahoz, ami betegség és elkövetése esetén bűncselekmény. Kiskorúak elleni szexuális erőszak.)
  - BDSM (kötözés, dominancia-alárendeltség, szado-mazochizmus, átfedésbe kerülhet más kink-ekkel is)
  - egymás után való ivás
  - cselédlány
  - terhes nők iránti vonzalom (majeziofilia)
  - kisállat, kutya, macska, róka szerep (Petplay, puppy play és furry play. Semmi köze a zoofíliához, ami elkövetése esetén bűncselekmény, állatkínzás.)

## Fétis klubok és partik
A fétis klubok és partisorozatok legfőbb közös jellemzői:
- Elfogadó a különféle szexuális fétisekkel, és többségüket a klubban is nyíltan meg lehet élni, kivéve azokat, amelyek nagyobb szennyezéssel vagy az egészség veszélyeztetésével járnának.
- Kötelező dress code van, amit a party térbe való belépés előtt ellenőriznek. Ez sokféle fetisizált öltözködési mód lehet (kluboktól és a partik tematikájától függően), de egyértelműen kizár minden olyat, ami az utcán is bevett viselet.
- Különösen szigorúan veszi, hogy minden érintés csak a másik jóváhagyásával történhet.
- Szintén zéró toleranciás szabály, hogy a vendégek semmilyen módon nem készíthetnek a party területén fotót, ezért a telefonok kameráit a bejáratnál leragasztják, vagy be sem lehet vinni azokat.
- Nyitottan tekint mindenféle szexuális identitásra és irányultságra, és egymás vágyainak tiszteletben tartását a vendégektől is elvárja.
- A berendezésben többnyire hangsúlyos szerepet kapnak a BDSM bútorok

A világ fetish klubjai között legnagyobb az 1994 óta üzemelő berlini KitKat Club, ami a világ sok hasonló helye számára mintaként is szolgált. Magyarország egyetlen fetish klubja a Ministry of Freedom 2023 februárjában nyílt meg..
Az európai fetish parti sorozatok közül a legnagyobb létszámú esemény az amszterdami Wasteland, a legnépszerűbb pedig (az éves össz látogatószámot tekintve) a Torture Garden, melynek a havonta megrendezett londoni partijain kívül rendszeres eseményei vannak Edinburgh-ben, Manchester-ben, Rómában és Berlinben is. A magyar fétis partik közül 2019 óta mindkét mutató szerint a Freedom Fetish Party a legnagyobb: évente háromszor rendezik meg, melyek közül az egyik 800+ fős, és a jegyek mindig hetekkel előre elfogynak.
Számos rövidebb életű magyarországi kezdeményezést követően a Ministry of Freedom klub bizonyult hosszabb távon fenntartható budapesti helyszínnek.